# Stadtkirche St. Peter (Eisenberg)

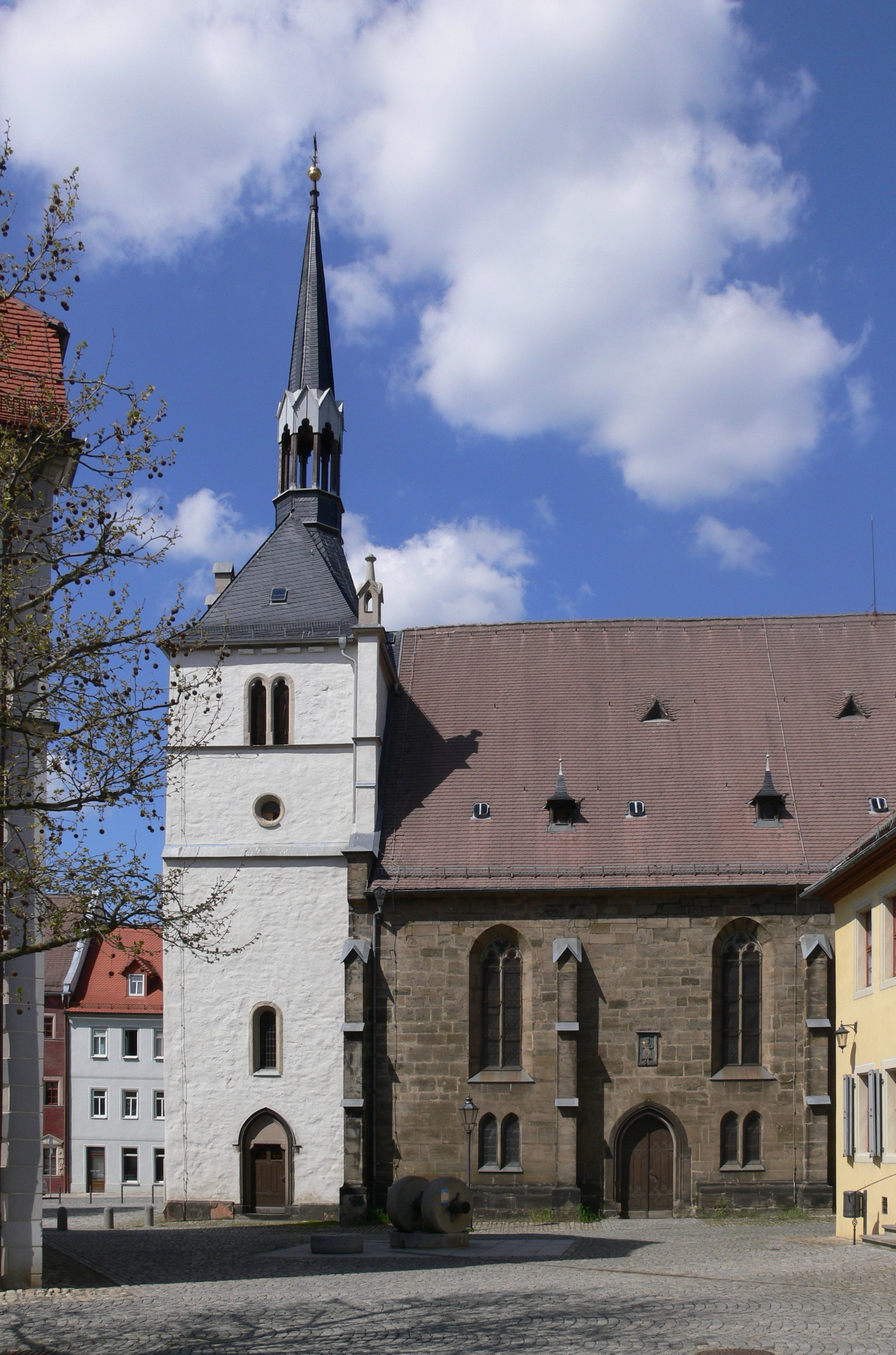
Die Stadtkirche von Süden

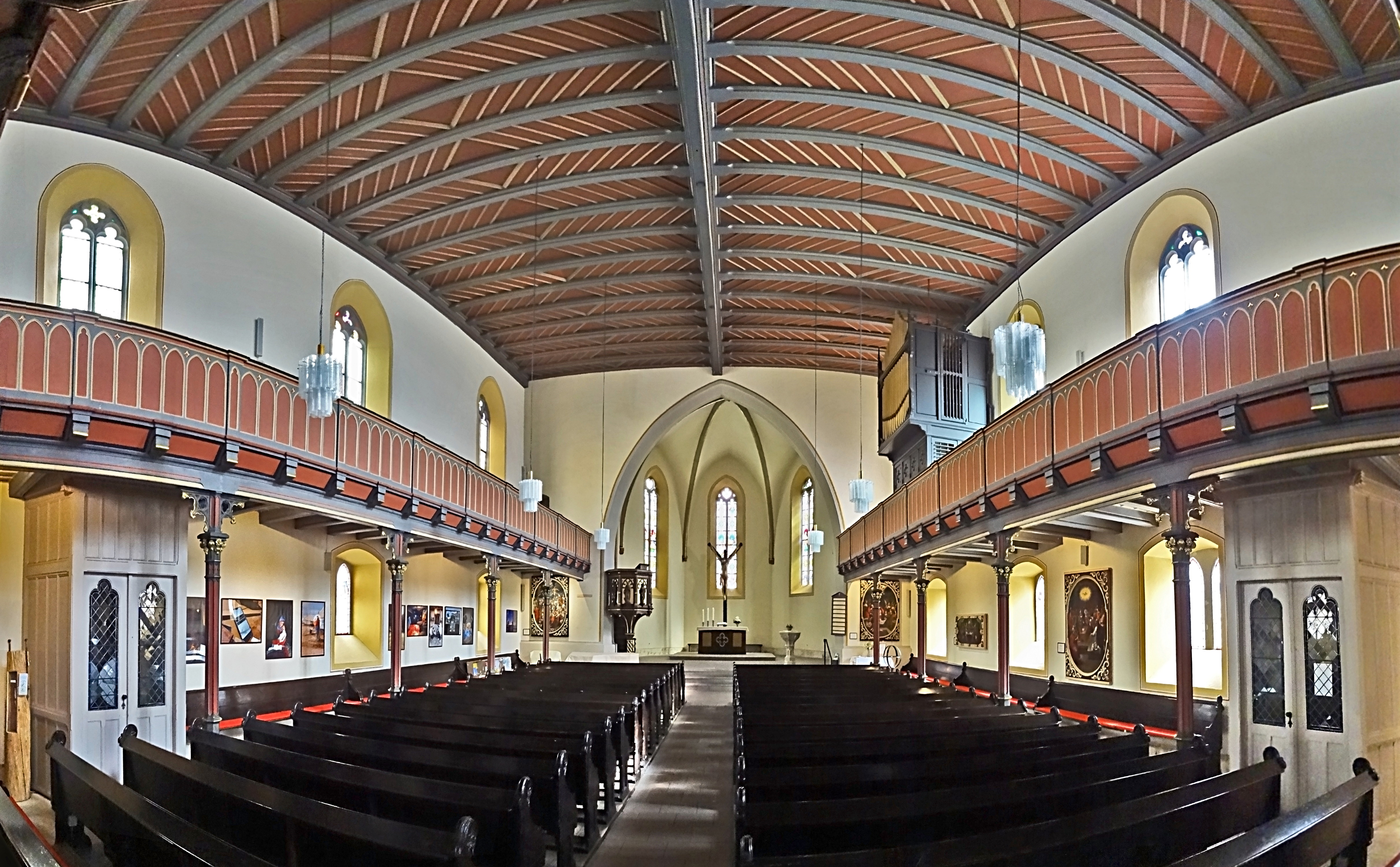
Innenansicht

Die evangelisch-lutherische Stadtkirche St. Peter steht in  der Stadt Eisenberg im Saale-Holzland-Kreis in Thüringen.

## Lage
Die spätgotische Stadtkirche befindet sich auf der Nordseite des Marktplatzes, hinter dem Eisenberger Rathaus.

## Geschichte
Schon im 12. Jahrhundert soll an der Stelle der Stadtkirche eine Kapelle gestanden haben. 1219 wird sie erstmals urkundlich erwähnt. Die Stadtkirche wurde nach ihrer Erbauung im Laufe der Zeit mehrmals umgebaut. 1494 ist der älteste Teil, der spätgotische Chor, gebaut worden. Das Kirchenschiff wurde 1585 und der Kirchturm auf der Westseite noch viel früher gebaut. Bis zur Reformation war die Klosterkirche (heute nicht mehr vorhanden, lag im Flurstück „in der Donitzschkau“) die Pfarrkirche der Stadt. Erst um 1530 gingen die Pfarrrechte an die bis dahin als Kapelle St. Petri untergeordnete Kirche am Markt.

## Ausstattung

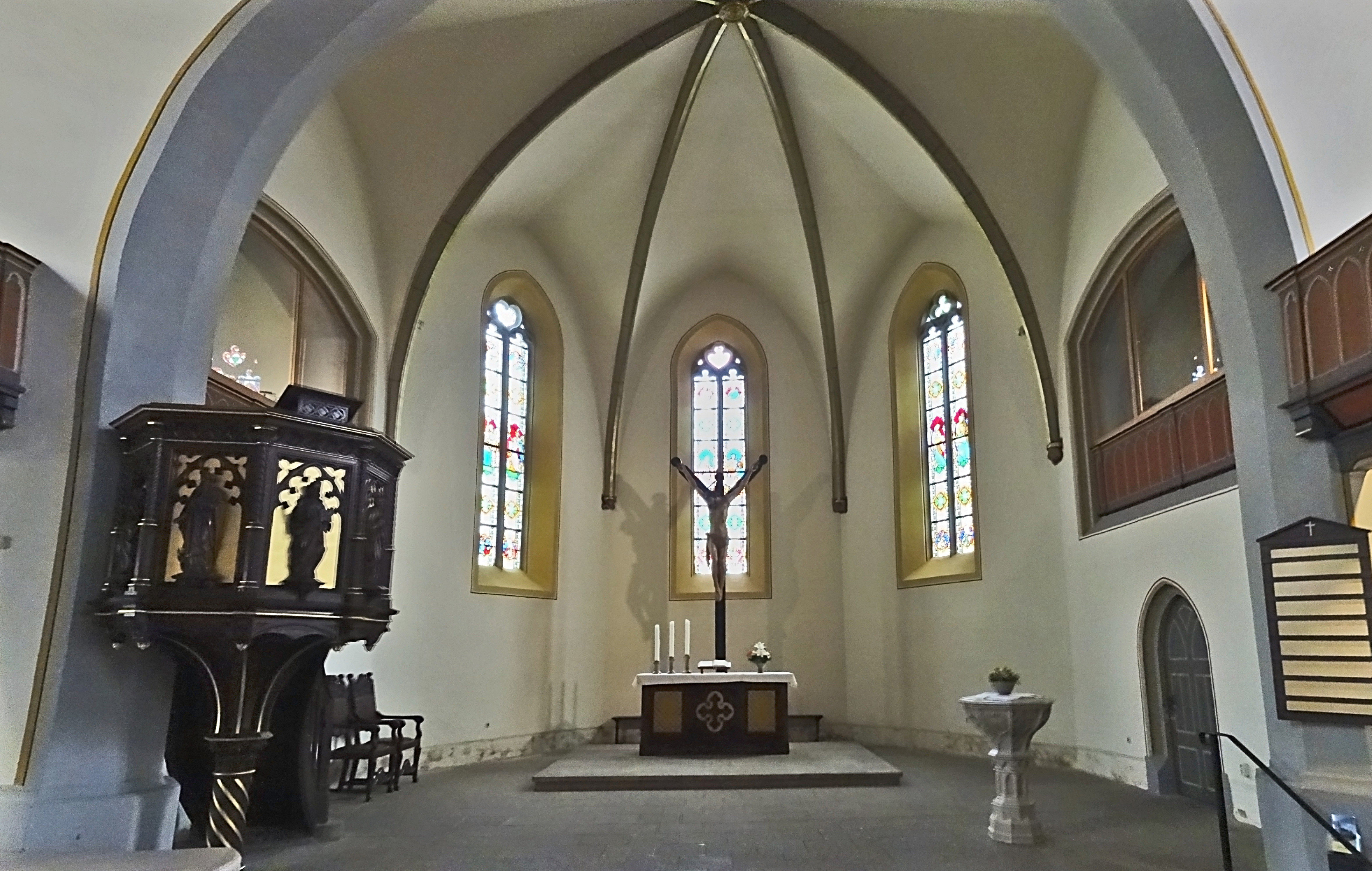
Kanzel, Altar, Kruzifix und Taufstein

Der Geraer Maler Samuel Claus hatte von 1622 bis 1629 einen Hochaltar für die Kirche geschaffen. Der Altar bestand aus einer Predella mit der Darstellung des Heiligen Abendmahls, über der man in Abhängigkeit vom Kirchenjahr weitere Bilder wie die Geburt Christi, die Kreuzigung oder das Pfingstereignis anbringen konnte. Von diesem Altar sind noch die Bilder erhalten geblieben. Die in den Jahren 1985–2008 restaurierten Altarbilder hängen heute im Kirchenschiff unter den Emporen.
Die heutige Kirchenausstattung stammt aus der Zeit von 1878 bis 1880. Der Altar wurde zusammen mit Kanzel und Lesepult 1880 vom Hofbildhauer G. Kühn aus Eichenholz gefertigt. Den Marmortaufstein stiftete im selben Jahr Marie Prinzessin Albrecht von Preußen. Hinter dem Altar befindet sich ein barockes Gabelkreuz, das 1918 auf dem Boden der katholischen Eisenberger Gottesackerkirche gefunden wurde.

## Orgeln

### Hauptorgel
Die Orgel wurde im Jahre 1977 durch die Werkstatt von Rudolf Böhm aus Gotha in das historische Gehäuse der Gebrüder Ernst & Adolf Poppe von 1884 eingebaut. Das Instrument hat 16 Register, verteilt auf 2 Manuale und Pedal. Die Register- und Tontraktur ist mechanisch. 2017 erfolgte eine Restaurierung durch Orgelbau Kutter. Die Disposition lautet wie folgt:
| I Hauptwerk C–g3 |    |
| Principal        | 8′ |
| Koppelflöte      | 8′ |
| Oktave           | 4′ |
| Waldflöte        | 2′ |
| Mixtur IV        |    |

| II Manual C–g3 |               |
| Gedackt        | 8′            |
| Blockflöte     | 4′            |
| Principal      | 2′            |
| Sifflöte       | 1′            |
| Terzian II     | 1 ⁄3′+ 1 3⁄5′ |
| Krummhorn      | 8′            |

| Pedal C–f1       |     |
| Subbass          | 16′ |
| Oktavbass        | 08′ |
| Pommer           | 08′ |
| Choralbass II    | 04′ |
| Lieblich Posaune | 16′ |

- Koppeln: II/I, I/P, II/P

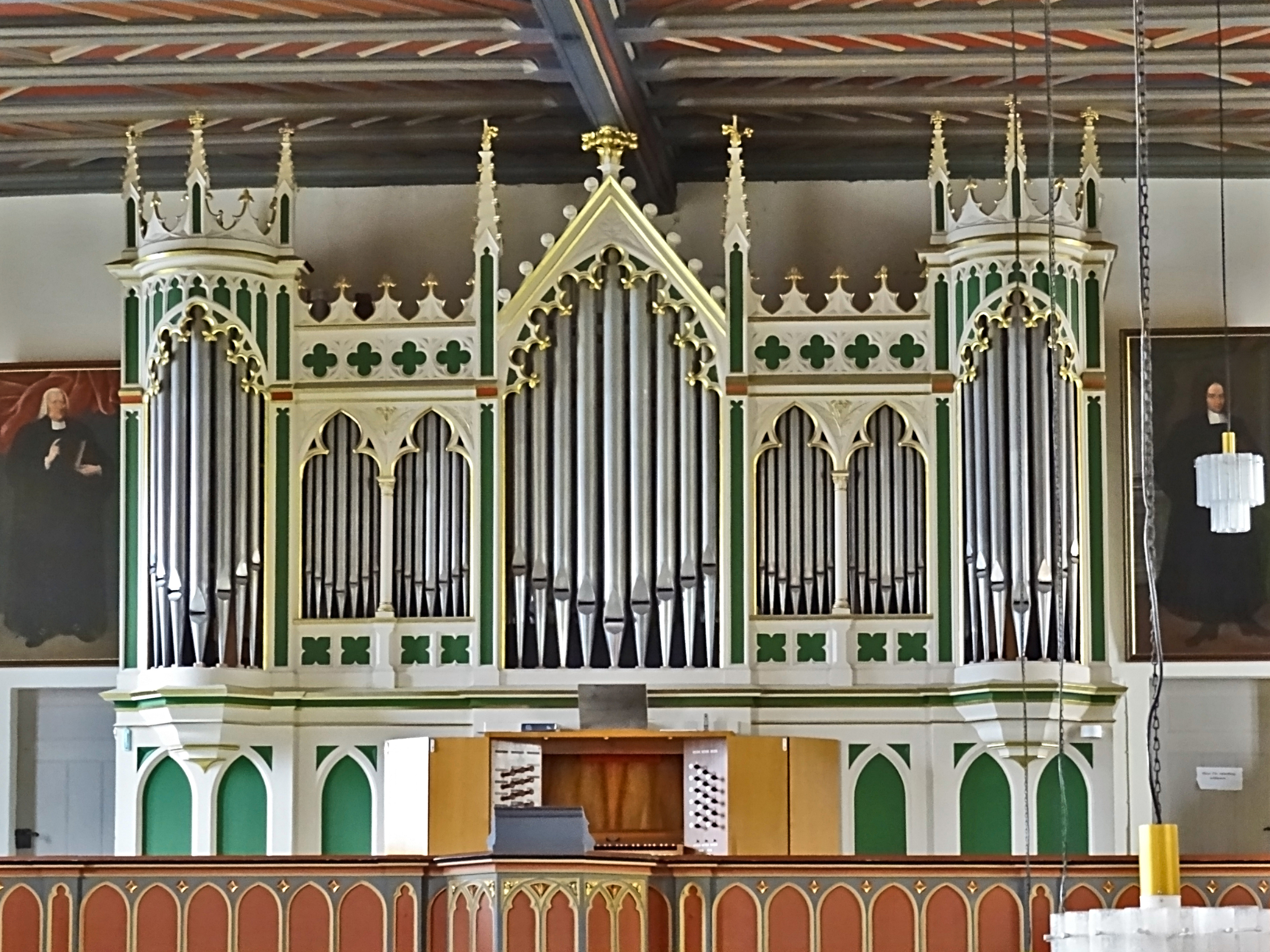
Poppe-Böhm-Orgel

- Tremulant für alle Manualwerke mit Potentiometer zum Einstellen der Frequenz

### Keates-Kutter-Orgel
Die Orgel (auch „Englische Orgel“) geht auf ein im Jahr 1909 für eine Kirche in Rotherham durch den Orgelbauer Albert Keates aus England gebautes Instrument zurück. Sie hat 9 Register und eine Transmission, verteilt auf 2 Manuale und Pedal. 2021 wurde die Orgel unter Wiederverwendung des Pfeifenwerks und von Gehäuseteilen durch Orgelbau Kutter neugebaut und die Register- und Tontraktur von mechanisch zu elektrisch geändert. Für die optimale Akustik wurde die Orgel auf der südlichen Seitenempore aufgestellt. Sie ist vom Spieltisch der Böhm-Orgel und einem mobilen einmanualigen Spieltisch (ohne Pedal) aus anspielbar. Die Disposition lautet wie folgt:

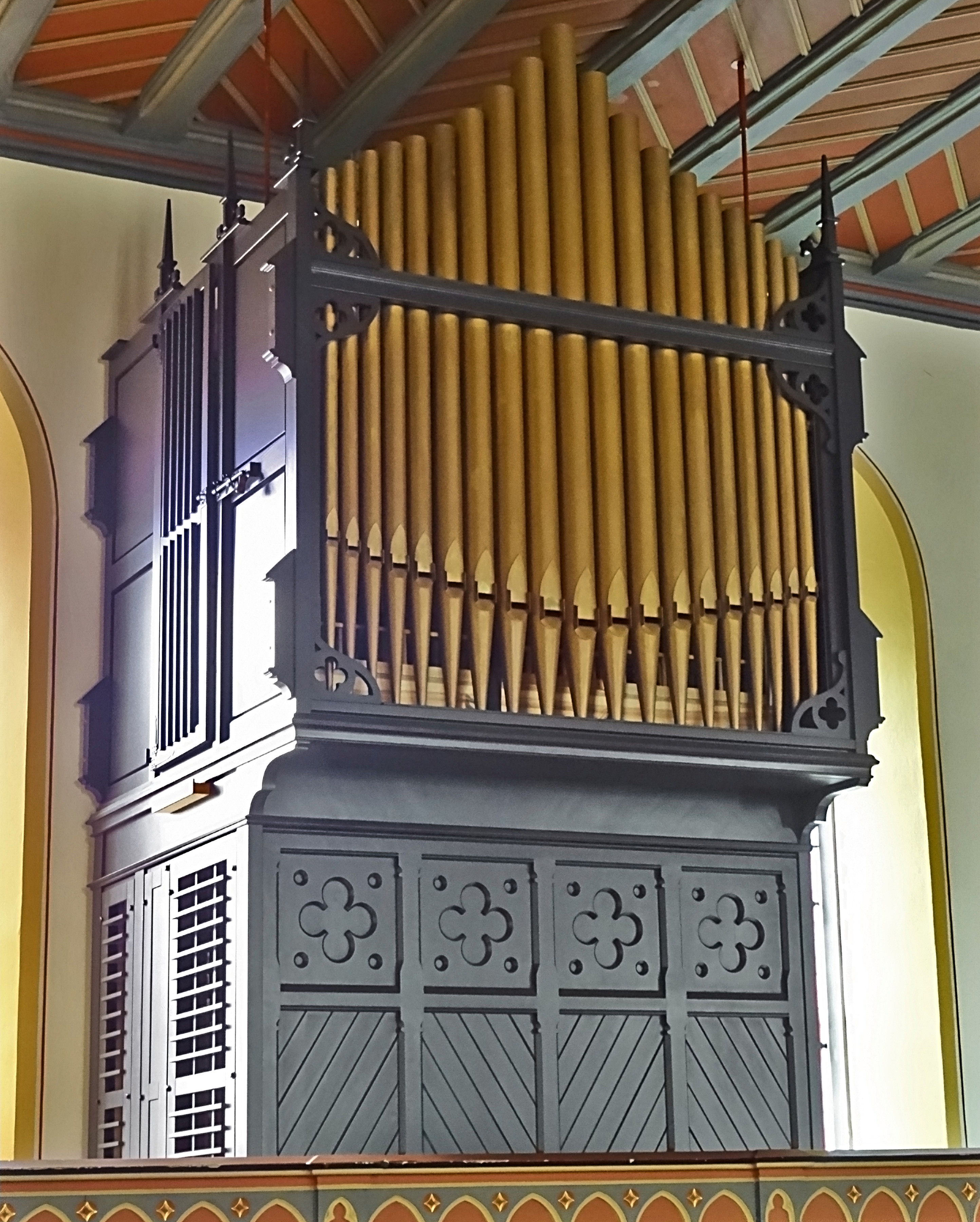
Keates-Kutter-Orgel

| I Great C–g3   |     |
| Flöte          | 16′ |
| Open Diapason  | 8′  |
| Rohrflöte      | 8′  |
| Salicional     | 8′  |
| Harmonic Flute | 4′  |

| II Swell C–g3     |    |
| Geigenprincipal   | 8′ |
| Lieblich Gedackt  | 8′ |
| Viol d' orchestre | 8′ |
| Oboe              | 8′ |

| Pedal C–f1 |     |
| Bourdon    | 16′ |

- Koppeln:
  - Normalkoppeln: II/I, I/P, II/P
  - Superoktavkoppeln: II/I
  - Suboktavkoppeln: II/I
- Spielhilfen: Spirit[Anm. 1], Change I-II[Anm. 2], Coupl. to foot[Anm. 3], Keyboards off[Anm. 4]

Anmerkungen
1. ↑  Tremulant (für alle Werke)
2. ↑  wechselt die Manual-Werkzuordnung der Keates-Orgel
3. ↑  legt die Koppel auf die Fußtritte der Böhm-Orgel
4. ↑  bewirkt Abschaltung der Tontraktur der Keates-Orgel